# Bresilioidea
Bresilioidea is een superfamilie van kreeftachtigen uit de klasse van de Malacostraca (hogere kreeftachtigen).

## Families
- Agostocarididae C.W.J. Hart & Manning, 1986
- Alvinocarididae Christoffersen, 1986
- Bresiliidae Calman, 1896
- Disciadidae Rathbun, 1902
- Pseudochelidae De Grave & Moosa, 2004